# Delostichus talis
Delostichus talis är en loppart som först beskrevs av Jordan 1936.  Delostichus talis ingår i släktet Delostichus och familjen Rhopalopsyllidae. Inga underarter finns listade i Catalogue of Life.